# Virtua Tennis 3
Virtua Tennis 3 (nommé Power Smash 3 au Japon) est un jeu vidéo de tennis développé par Sega AM3 et édité par Sega sur borne d'arcade en 2006. Le jeu a été adapté en 2007 par Sumo Digital sur PlayStation 3, PSP, Windows et Xbox 360.

## Système de jeu
Le gameplay de Virtua Tennis 3 s'inscrit dans la lignée des précédents épisode de la série ; basé sur trois boutons (un pour le lob, un autre pour le slice et le dernier pour le lift) et orienté arcade, la prise en main du jeu est immédiate. La puissance des coups dépend du temps pendant lequel chaque coup est « préparé » : plus un coup est préparé tôt, plus il sera puissant et précis. Il suffit de presser une direction pendant la préparation d'un coup pour choisir l'endroit qui sera visé.
Les versions consoles proposent différents modes de jeu dont les modes « Tour du monde » qui propose un système de création de joueur, « Exhibition », « Tournoi » et « Parties sur court » (des mini-jeux jouables à plusieurs).

## Personnages
Chaque joueur officiel bénéficie de caractéristiques spécifiques, s'inspirant des techniques et des mouvements des joueurs réels.
La version arcade propose treize joueurs officiels de l'ATP :
- Mario Ančić
- James Blake
- Taylor Dent
- Roger Federer
- Juan Carlos Ferrero
- Sébastien Grosjean
- Tommy Haas
- Tim Henman
- Lleyton Hewitt
- Rafael Nadal
- David Nalbandian
- Andy Roddick
- Gaël Monfils

Les autres versions devrait en plus proposer sept joueuses officielles de la WTA (plus le joueur Gaël Monfils), soit un total de vingt personnages :
- Lindsay Davenport
- Daniela Hantuchová
- Martina Hingis
- Amélie Mauresmo
- Maria Sharapova
- Nicole Vaidišová
- Venus Williams

Les personnages cachés:
- King: Boss 1 Or
- Duke: Boss 2 Argent

## Différences entre les versions
- Les versions PSP et Xbox 360 sont les seules à proposer un mode de jeu en ligne.
- La version PS3 tire parti du dispositif de capteur de mouvement de la manette Sixaxis.
- Les versions PlayStation 3 et Xbox 360 propose un mode d'affichage Full HD en 1080p[2].